# 麻生繁樹
麻生 繁樹（あそう しげき、1900年（明治33年）1月15日 - 1996年（平成8年）6月21日）は、日本の教育者。学校法人麻生学園創立者、山口短期大学学長、修紅短期大学学長。

## 略歴
1900年（明治33年）1月15日、福岡県福岡市に生まれる。1930年（昭和5年）に法政大学高等師範部国語漢文科を卒業する。
1935年（昭和10年）に戸畑市立戸畑高等女学校校長に就任し、以降福岡県視学官・教学官、福岡県立福丸高等学校校長、福岡県立糸島女子高等学校校長を歴任する。
1959年（昭和34年）に宮竹幼稚園を開設し、1964年（昭和39年）に学校法人麻生学園を設立し、理事長に就任する。1965年（昭和40年）に福岡教員養成所を開設し、学長に、1977年（昭和52年）に学校法人山口学園を継承し理事長、山口工業短期大学学長に就任する。
1978年（昭和53年）に第二麻生学園山口短期大学と改称し理事長・学長に、1984年（昭和59年）に学校法人修紅学院理事長、修紅短期大学学長に就任し、1985年（昭和60年）に第一麻生学園麻生東北短期大学と改称し、理事長・学長に就任する。
1996年（平成8年）6月21日に死去、96歳。

## 人物
1972年（昭和47年）に勲五等瑞宝章、日本赤十字社金色有功章、1973年（昭和48年）に米国インターナショナルユニバーシティ功績章、1987年（昭和62年）に勲三等瑞宝章を受章する。

## 著書
- 『幼児教育と親心』（三晃書房、1981）

## 参考
- 『現代物故者事典1994-1996』（日外アソシエーツ、1997）